# Ligia exotica
Ligia exotica is een pissebed uit de familie Ligiidae. De wetenschappelijke naam van de soort is voor het eerst geldig gepubliceerd in 1828 door Roux.